# 100-летие Октябрьской революции
100-летие Октябрьской революции — юбилейная дата 7 ноября 2017 года и связанные с ней мероприятия.
«Столетие Октябрьской революции — событие мировой значимости», которое «широко обсуждается», — отмечалось в канун юбилея в Deutsche Welle.

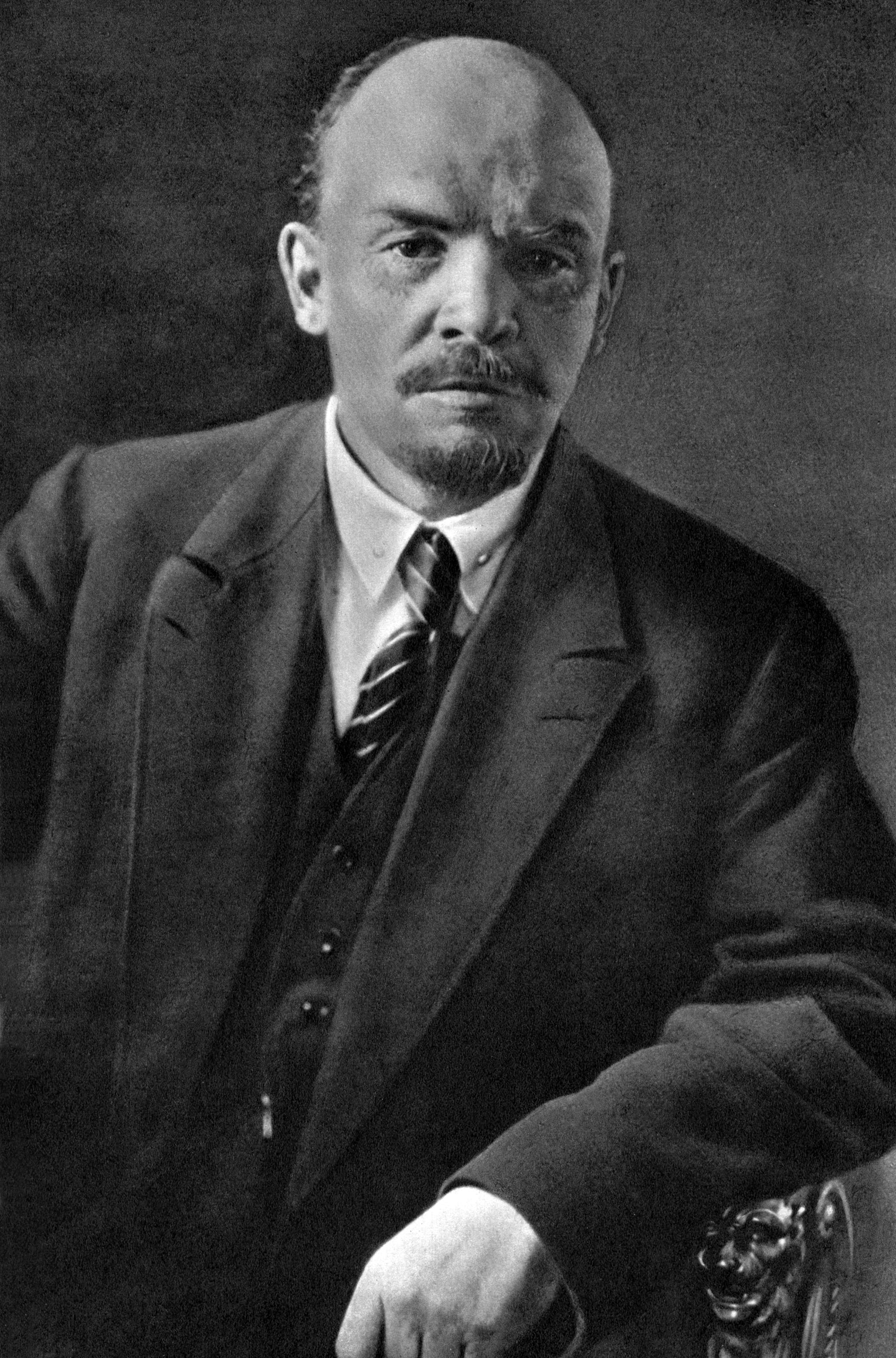
Владимир Ильич Ленин

## Накануне
Как отмечает в сентябре журналист Алексей Колобродов: «Российское общество в текущем году заворожено столетним юбилеем Революций 1917-го (хорошо заметна растерянность крупнейших медиа — и отмечать нельзя, и не отмечать нельзя)…» Месяцем ранее на Радио Свобода отмечалось: «В год столетия революции дискуссий о Сталине и сталинизме в российском публичном пространстве, пожалуй, больше, чем разговоров на какую-либо другую историческую тему».

## Россия
«100-летие Октябрьской революции отмечают по всей стране 7 ноября», — передаёт в этот день телеканал «Звезда».
Официально накануне было зафиксировано более ста мероприятий, хотя, как отмечается в Le Figaro, «их значительное количество контрастирует с явной сдержанностью Кремля в отношении столетней годовщины».
На этот день в Москве на площади Революции заявлено проведение демонстрации и митинга с участием КПРФ, движения «Левый фронт», ДПА, Союза советских офицеров, ЛКСМ РФ, представителей иностранных партий и организаций, в том числе Китая, Вьетнама, КНДР, Украины, Сирии, Латинской Америки. В числе лозунгов — «Да здравствует социалистическая революция» и «Мы гордимся Страной Советов».
Как сообщают СМИ, пришедшие на акцию несли красные флаги, портреты Владимира Ленина и Иосифа Сталина, во время шествия звучали революционные и патриотические советские песни. В митинге приняли участие делегации из более чем 80 стран мира.
Также в Москве в этот день утром прошёл торжественный марш на Красной площади, посвящённый годовщине парада 7 ноября 1941 года.
Председатель Госсовета и Совета министров первый секретарь ЦК Коммунистической партии Кубы Рауль Кастро поздравил лидера КПРФ Геннадия Зюганова со 100-летием Октябрьской революции.
В Санкт-Петербурге 7 ноября в 17:30 состоялись торжественное шествие от Финляндского вокзала до крейсера «Аврора» и праздничный митинг возле «Авроры» в честь 100-летия Великой Октябрьской социалистической революции, в которых приняли участие более пяти тысяч человек. В мероприятиях Санкт-Петербургского отделения КПРФ приняли участие десятки левых организаций со всего мира: под красными знамёнами и революционными лозунгами прошли представители коммунистических и рабочих партий из Германии, Китая, Непала, Палестины, Шри-Ланки, Швеции, Италии, Финляндии, Турции и стран Латинской Америки.
Александр Лукашенко, президент Беларуси, где 7 ноября является государственным праздником — Днём Октябрьской революции, поздравил в этот день соотечественников со 100-летним юбилеем Октябрьской революции.
В 2016 году президент Российской Федерации Владимир Путин подписал распоряжение о подготовке и проведении мероприятий, посвящённых столетнему юбилею революции 1917 года. Однако незадолго до юбилея пресс-секретарь президента России Дмитрий Песков заявил, что в Кремле не планируют проводить мероприятия в его честь. В вышедшей в Guardian статье британского историка Кэтрин Меридейл высказывалось мнение, что нынешней российской власти будет «достаточно неудобно» отмечать помпезно этот день как в советское время, потому что революция 1917 года была «борьбой с несправедливостью и чрезвычайными привилегиями богачей».
К юбилею была приурочена XIX Международная встреча коммунистических и рабочих партий, состоявшаяся 2—4 ноября в России в Санкт-Петербурге. Среди других мероприятий, посвящённых юбилею — VI Санкт-Петербургский международный культурный форум, Всероссийская акция «Ночь искусств» 5 ноября, проведённый 6 ноября в Москве с участием более 130 иностранных делегаций КПРФ международный съезд левых сил «Октябрь 1917 года — прорыв к социализму», экспозиции и масштабная выставка в Эрмитаже. На протяжении года выставочные проекты, связанные с темой революции 1917 года, проходили в музеях по всей России.
Люди 2017 года, помните нас, ветеранов Октябрьской революции, Гражданской войны, участников первых пятилеток, Великой Отечественной войны, строителей социализма и коммунизма в Союзе Советских Социалистических республик.
В приветственной телеграмме на международном форуме левых сил «Октябрь 1917 — прорыв к социализму» 6 ноября в Москве в связи с юбилеем президент Сирии лидер Партии арабского социалистического возрождения (Баас) Башар Асад отметил, что российская Октябрьская революция 1917 года вдохновляет множество людей в разных странах на борьбу за социальную справедливость.
В преддверии годовщины ВЦИОМ было проведено исследование «100 лет Октябрьской революции: историческая перспектива».
Историк Сергей Александрович Нефёдов отмечал год спустя после юбилея: "Столетие революции на официальном уровне было фактически проигнорировано, поэтому публикаций было немного. Институт российской истории РАН подготовил двухтомную коллективную монографию «Российская революция 1917 года», однако о причинах революции там говорится лишь в историографическом обзоре, где кратко изложены разные точки зрения. Упоминается и наша дискуссия с Мироновым — без определенных выводов. Из других публикаций следует упомянуть книги Александра Шубина и Бориса Колоницкого. В общем, реакция на юбилей такого значительного события была довольно слабая. Была переведена книга Марка Стейнберга «Великая русская революция», но это в основном описание впечатления, произведенного на современников революцией, в духе исторической антропологии. Без внимания издателей осталась, пожалуй, самая важная книга западной историографии — фундаментальная монография Орландо Файджеса «A people’s tragedy: the Russian Revolution, 1891–1924» («Трагедия народа: Русская революция, 1891–1924»)".
Журналист Анатолий Баранов в 2023 г. подметит, что в России не отмечали 150-летний юбилей Ленина на государственном уровне, как и столетие СССР.

## В мире
Мероприятия, связанные с годовщиной, проходили и в других странах.
- Великобритания. Выставки в Британской библиотеке и Королевской академии художеств[32]. К юбилею были приурочены торги «Искусство Советского Союза» аукционного дома Sotheby's[33].
- Венесуэла. В состав организационной комиссии торжеств вошли несколько членов правительства[34]. Президент Венесуэлы Николас Мадуро накануне юбилея пообещал широко его отметить: «Народ Венесуэлы отметит столетие большевистской революции, мы выйдем на улицы и будем кричать „Да здравствует Ленин!“», — заявил он[35].
- Китай. 26 сентября 2017 года в Пекине состоялся семинар «Октябрьская революция и социализм с китайской спецификой», на котором член Политбюро ЦК КПК Лю Цибао подчеркнул необходимость глубокого понимания великого значения и далеко идущего влияния Октябрьской революции[36]. Открылась выставка Государственного исторического музея России в Национальном музее Китая в Пекине, лейтмотивом которой стал образ Владимира Ленина[37][38].
- Куба. По случаю юбилея проводились многочисленные мероприятия. Состоялась торжественная церемония у мемориала советского воина-интернационалиста в Гаване. Также были погашены две марки, посвященные событиям столетней давности. На культурно-политическом мероприятии в гаванском театре имени Карла Маркса присутствовали председатель Госсовета и Совета министров первый секретарь ЦК Коммунистической партии Рауль Кастро, заместитель председателя Госсовета второй секретарь ЦК Компартии Хосе Рамон Мачадо Вентура, первый заместитель председателя Госсовета и Совета министров Мигель Диас-Канель и другие члены правительства и видные партийные функционеры. В своём выступлении Мачадо Вентура отметил, что Октябрьская революция «положила начало новой эпохе в истории человечества и вдохновила революции в Китае, во Вьетнаме и на Кубе»[14][39][40][41].
- США. Художественная выставка, посвященная 100-летию Октябрьской революции[42]. К 100-летию Октябрьской революции в России пресс-служба Белого дома распространила заявление, в котором говорится, что «большевистская революция привела к созданию Советского Союза и тёмным десятилетиям репрессивного коммунизма, политической философии, несовместимой со свободой, процветанием и достойным отношением к человеческой жизни». В «Национальный день жертв коммунизма, — отмечается в тексте заявления, — мы вспоминаем тех, кто умер, и всех, кто продолжает страдать при коммунизме… Наша страна подтверждает свою непоколебимую решимость зажечь свет свободы для всех, кто достоин более свободного будущего»[43].

## Память
- Министерство связи и информатизации Беларуси 3 ноября 2017 года выпустило в обращение почтовую марку «100 лет Октябрьской революции» (тираж 42 тысяч экземпляров)[44].
- 7 ноября 2017 года «Почта Донбасса» ввела в обращение художественную почтовую марку (тиражом 14 тысяч) и конверт Первого дня, посвященные 100-летней годовщине Великой Октябрьской социалистической революции[45].
- В России вышел блок из 4-х марок «Великая российская революция»[46].
- Приднестровский центробанк выпустил в преддверии 100-летия «Великой Октябрьской социалистической революции» памятные банкноты номиналом 1 рубль и 5 рублей (по 5 тысяч штук каждого номинала) и памятные монеты из серебра номиналом 10 рублей (тираж 250 шт.)[47], 1 и 3 рубля (сталь с никелевым гальваническим покрытием)[48].
- Также были выпущены памятные медали, значки, сувенирные монеты, календари, магниты, часы, авторучки, брелоки и прочая памятная, наградная и сувенирная продукция.
- КПРФ по поводу события учредила наградную памятную памятную медаль «В ознаменование 100-летия Октябрьской революции»[49][50].
- Центральным комитетом Коммунистической партии Беларуси была учреждена памятная медаль «100 лет Великой Октябрьской социалистической революции»[51][52].

В России и Белоруссии вскрывали капсулы времени с посланиями потомкам, заложенные во второй половине прошлого столетия и, продолжая традицию, закладывали новые.